# Oliver Bridge
Oliver Bridge (13 de agosto de 1997) es un deportista británico  que compitió en vela en la clase Formula Kite. Sus hermanos Guy y Stephanie compitieron en el mismo deporte.
Ganó seis medallas en el Campeonato Mundial de Formula Kite entre los años 2013 y 2019, y cinco medallas en el Campeonato Europeo de Formula Kite entre los años 2014 y 2018.

## Palmarés internacional
| \| Campeonato Mundial \| Campeonato Mundial \| Campeonato Mundial \| Campeonato Mundial \| \| Año \| Lugar \| Medalla \| Clase \| \| ------------------ \| --------------------------- \| ------------------ \| ------------------ \| \| 2013 \| Boao (China) \| Medalla de bronce \| Formula Kite \| \| 2014 \| Estambul (Turquía) \| Medalla de bronce \| Formula Kite \| \| 2015 \| Gizzeria (Italia) \| Medalla de plata \| Formula Kite \| \| 2016 \| Weifang (China) \| Medalla de plata \| Formula Kite \| \| 2017 \| Mascate (Omán) \| Medalla de bronce \| Formula Kite \| \| 2019 \| Campione del Garda (Italia) \| Medalla de plata \| Formula Kite \| \| Campeonato Europeo \| \| \| \| \| Año \| Lugar \| Medalla \| Clase \| \| 2014 \| ND ( Polonia) \| Medalla de oro \| Formula Kite \| \| 2015 \| Bozcaada (Turquía) \| Medalla de oro \| Formula Kite \| \| 2016 \| Cagliari (Italia) \| Medalla de plata \| Formula Kite \| \| 2017 \| Estambul (Turquía) \| Medalla de bronce \| Formula Kite \| \| 2018 \| La Rochelle (Francia) \| Medalla de plata \| Formula Kite \| |                             |                   |              |
| Campeonato Mundial |                             |                   |              |
| Año | Lugar                       | Medalla           | Clase        |
| 2013 | Boao (China)                | Medalla de bronce | Formula Kite |
| 2014 | Estambul (Turquía)          | Medalla de bronce | Formula Kite |
| 2015 | Gizzeria (Italia)           | Medalla de plata  | Formula Kite |
| 2016 | Weifang (China)             | Medalla de plata  | Formula Kite |
| 2017 | Mascate (Omán)              | Medalla de bronce | Formula Kite |
| 2019 | Campione del Garda (Italia) | Medalla de plata  | Formula Kite |
| Campeonato Europeo |                             |                   |              |
| Año | Lugar                       | Medalla           | Clase        |
| 2014 | ND ( Polonia)               | Medalla de oro    | Formula Kite |
| 2015 | Bozcaada (Turquía)          | Medalla de oro    | Formula Kite |
| 2016 | Cagliari (Italia)           | Medalla de plata  | Formula Kite |
| 2017 | Estambul (Turquía)          | Medalla de bronce | Formula Kite |
| 2018 | La Rochelle (Francia)       | Medalla de plata  | Formula Kite |